# Асаткарья-вада
Асаткарья-вада (санскр. असत्कार्यवाद, IAST: asatkāryavāda, «учение о не[пред]существовании следствия [в причине]») — теория причинности в индийской философии, согласно которой следствие не заключено в причине. В соответствии с этой моделью, следствие не просто переходит из непроявленного в проявленное состояние, а реально возникает из ничего. Этой доктрины придерживаются с некоторыми различиями ньяя, вайшешика, хинаяна, материалистические системы и, отчасти, миманса.
Асаткарья-вада является одной из трёх моделей в индийской философии, которые описывают отношения между причиной и следствием. Её противоположность — саткарья-вада, согласно которой следствие содержится в причине. Эту концепцию разделяют классическая санкхья, вишишта-адвайта Рамануджи, миманса, йога, махаяна и адвайта-веданта Шанкары. Третья доктрина известна под названиями садасаткарья-вада и анеканта-вада. Согласно анеканта-ваде, следствие одновременно и существует, и не существует в причине. Это зависит от того, кто и под каким углом зрения рассматривает данную проблему. Анеканта-вада является общепринятой доктриной в джайнизме. К ней близка философия основателя одной из школ мимансы по имени Кумарила-бхатта.
В буддизме хинаяны отрицание существования следствия в причине основано на использовании концепции пратитья-самутпады, согласно которой элементами причинно-следственной связи выступают не стабильные сущности, а мгновенно возникающие и исчезающие абсолютно дискретные элементы существования — дхармы. При подобном подходе причинно-следственная связь выражается в одномоментном обусловливании. Как отмечает В. Лысенко, такую связь предпочтительней называть кондициональной. Она описывается при помощи следующих формулировок: «Если есть то, значит, есть и это», «Если нет этого, значит, нет и того»; «Когда есть это, то есть и то, если возникает это, то возникает и то, если это исчезает, то исчезает и то». Знание пратитья-самутпады для буддистов означает знание пути к освобождению от сансары и достижению нирваны.
В отличие от санкхьи, в которой новое выступает проявлением уже существовавшего ранее, ньяя и вайшешика постулируют новизну следствия по отношению к причине. Это выражается, например, в инаковости целого в сравнении с образующими его частями (например, принципиальное отличие ткани от образующих её нитей). Сторонники ньяи и вайшешики, подобно сторонникам санкхьи, признавали реальность и самотождественность объектов, вступающих в причинно-следственные отношения. При этом они были плюралистами, а потому досконально исследовали конкретные формы причинно-следственных отношений между различными мирообразующими принципами. Наиболее представительно концепция асаткарья-вады представлена в Вайшешика-сутре, в которой говорится следующее: «нет причины, нет и следствия, но несуществование причины не выводится из несуществования следствия (I.2. 1-2); то, что существует вследствие, существует и в причине (ІѴ.1.3); качества следствия порождаются качествами причины (II.1.24)». Таким образом, следствие порождается целой группой каузальных факторов, причём каждому из них отводится собственная роль.
Многие критики асаткарья-вады указывали на то, что эта концепция утверждает полное разрушение старого и возникновение нового, а потому не даёт возможности объяснить качественные изменения. В этой связи асаткарья-вада получила другое название: арамбхака-вада (учение о возникновении [того, чего раньше не было]).